# Papeete-Tahiti
Papeete-Tahiti – ou Fenêtre à Tahiti, ou encore Tahiti I – est un tableau réalisé en octobre 1935 par le peintre français Henri Matisse. Cette huile sur toile destinée à servir de carton de tapisserie est un paysage de la Polynésie française qu'entoure une frise de fleurs de frangipanier : elle représente en son centre une fenêtre au voilage blanc laissant voir au-delà d'une balustrade orange, et entre deux arbres, un bateau blanc à quai dans le port de Papeete. Reprise des croquis réalisés cinq ans plus tôt depuis sa chambre d'hôtel à Tahiti, l'œuvre est conservée au musée Matisse de Nice, à Nice.
Matisse a peint la variante Fenêtre à Tahiti II peu de mois après. Le motif central de ces toiles apparaît en outre en fond derrière la figure féminine dans La Biche et La Blouse verte, tableaux tous deux réalisés en 1936. 

## Expositions
- Matisse. Cahiers d'art – Le tournant des années 1930, musée de l'Orangerie, Paris, 2023 — n°118.